# Thomas McMeekin
Thomas Doodputlee McMeekin (* 31. Dezember 1866 in Cachar, Indien; † 24. Oktober 1946 in Chichester) war ein britischer Segler.

## Erfolge
Thomas McMeekin, der für den Royal Burnham Yacht Club und den Royal Corinthian Yacht Club segelte, wurde 1908 in London bei den Olympischen Spielen in der 6-Meter-Klasse Olympiasieger. Er war Eigner und Crewmitglied der Dormy, deren übrige Crew aus Skipper und Schiffsdesigner Gilbert Laws sowie Charles Crichton bestand. Durch zwei Siege in den ersten beiden Wettfahrten stand der Gesamtsieg bereits vorzeitig fest, da die beste Platzierung inklusive deren Anzahl für die Platzierung ausschlaggebend war. In der dritten Wettfahrt wurde die Dormy Dritte und schloss die Regatta schließlich auf dem ersten Platz vor der Zut von Léon Huybrechts und der Guyoni von Henri Arthus ab.